# Admirał Makarow (1970)
Admirał Makarow (ros. Адмирал Макаров) – radziecki, następnie rosyjski krążownik rakietowy projektu 1134A (ozn. NATO Kresta II), klasyfikowany oficjalnie jako duży okręt przeciwpodwodny. W czynnej służbie od 1971 do 1992 roku. Wchodził w skład Floty Północnej.

## Budowa i opis techniczny
„Admirał Makarow” był czwartym zbudowanym okrętem projektu 1134A (Bierkut-A), znanego też od pierwszego okrętu jako typ Kronsztadt, a w kodzie NATO oznaczanego Kresta II. Okręt otrzymał nazwę jako kolejna jednostka na cześć admirała Stiepana Makarowa z okresu wojny rosyjsko-japońskiej. Budowany był w im. A.A. Żdanowa w Leningradzie (numer budowy 724). Stępkę położono 29 marca 1968 roku (spotykana też jest data 23 lutego 1969 roku). Okręt został wciągnięty na listę floty 2 sierpnia 1968 roku, a wodowany 22 stycznia 1970 roku. Do służby wszedł 25 października 1972 roku.
Okręty projektu 1134A były klasyfikowane jako duże okręty przeciwpodwodne (ros. bolszoj protiwołodocznyj korabl, BPK), niemniej na zachodzie powszechnie uznawane są za krążowniki. Ich zasadniczym przeznaczeniem było zwalczanie okrętów podwodnych, w tym celu główne uzbrojenie stanowiło osiem wyrzutni rakietotorped Mietiel, z ośmioma pociskami, wymienione następnie w trakcie modernizacji w 1985 roku na nowsze wyrzutnie Rastrub-B. Dodatkowo posiadały dziesięć wyrzutni torped kalibru 533 mm, z których można było wystrzeliwać torpedy przeciw okrętom podwodnym. Uzbrojenie przeciwpodwodne uzupełniały dwa dwunastoprowadnicowe miotacze rakietowych bomb głębinowych RBU-6000 (144 bomby kalibru 213 mm) i dwa sześcioprowadnicowe RBU-1000 (48 bomb kalibru 305 mm). Możliwości w zakresie zwalczania okrętów rozszerzał jeden pokładowy śmigłowiec Ka-25PŁ. Uzbrojenie artyleryjskie stanowiły dwa podwójnie sprzężone działa uniwersalne kalibru 57 mm AK-725, umieszczone nietypowo w dwóch wieżach na burtach, oraz dwa zestawy artyleryjskie obrony bezpośredniej w postaci dwóch par sześciolufowych naprowadzanych radarowo działek 30 mm AK-630M (łącznie cztery działka). Uzbrojenie rakietowe stanowiły dwie dwuprowadnicowe wyrzutnie przeciwlotniczych pocisków rakietowych średniego zasięgu Sztorm-M, na dziobie i na rufie, z zapasem 48 pocisków.
Okręty wyposażone były w odpowiednie środki obserwacji technicznej, w tym stacje radiolokacyjne dozoru ogólnego Woschod (MR-600) na maszcie dziobowym i Angara-A (MR-310A) na maszcie rufowym, radary artyleryjskie oraz kompleks hydrolokacyjny Titan-2 (MG-332) z anteną w gruszce dziobowej.
Okręty projektu 1134A miały wyporność standardową 5600 ton i pełną 7535 ton. Długość kadłuba wynosiła 159 m, a szerokość 16,8 m. Napęd stanowiły dwa zespoły turbin parowych TW-12 o łącznej mocy 90 000 KM, napędzające każdy po jednej śrubie. Parę zapewniały cztery kotły. Napęd zapewniał osiągnięcie prędkości maksymalnej 33 węzły, a ekonomicznej 18 węzłów. Załoga liczyła 343 osoby, w tym 33 oficerów.

## Służba
„Admirał Makarow” od 22 stycznia 1973 roku wchodził w skład Floty Północnej ZSRR.
W dniach 24–29 września 1974 roku złożył wizytę w Hawanie na Kubie, a w dniach 2–6 grudnia 1974 w Casablance w Maroku.
Przechodził remont w Murmańsku od 31 marca 1983 do 24 grudnia 1985 roku, połączony z modernizacją, podczas którego okręt dostosowano do rakietotorped Rastrub-B i zamontowano system nawigacji kosmicznej Szluz (ADK-3M).
3 lipca 1992 roku z powodu braku środków na kolejny remont, okręt został wycofany ze służby i skasowany. W 1994 roku został sprzedany do Indii w celu złomowania.